# Reino do Kampuchea (1945)
```
   |-
       |
Erro:
:  
valor não especificado para "
nome_comum
"
```

O Reino de Kampuchea foi um estado fantoche do Japão que existiu no período de 9 de março a 16 de outubro de 1945.

## História
Em 9 de março de 1945, durante os estágios finais da Segunda Guerra Mundial, o Japão derrubou o domínio francês na Indochina. Os administradores coloniais franceses foram destituídos de seus cargos e as forças militares francesas receberam ordens de se desarmar. Os japoneses esperavam reavivar o apoio das populações locais ao esforço de guerra de Tóquio, encorajando os governantes indígenas a proclamar a independência. Em 13 de março, o jovem rei Norodom Sihanouk proclamou um reino independente de Kampuchea (enquanto mudava o nome oficial do país em francês de Camboja para Kampuchea) após um pedido formal dos japoneses. Pouco tempo depois, o governo japonês ratificou nominalmente a independência do Camboja e estabeleceu um consulado em Phnom Penh. O decreto de Sihanouk acabou com os tratados franco-cambojanos anteriores e ele prometeu a cooperação e aliança de seu país recém-independente com o Japão. O novo governo acabou com a romanização da língua Khmer que a administração colonial francesa estava começando a aplicar e restabeleceu oficialmente a escrita Khmer. Esta medida tomada pela autoridade governamental de curta duração seria popular e duradoura, pois desde então nenhum governo no Camboja tentou romanizar a língua Khmer novamente. Outras mudanças incluíram o restabelecimento do calendário lunar budista.
A ocupação japonesa do Camboja terminou com a rendição oficial do Japão em agosto de 1945. Depois que as unidades militares aliadas entraram no Camboja, as forças militares japonesas presentes no país foram desarmadas e repatriadas. Os franceses conseguiram restabelecer a administração colonial em Phnom Penh em outubro do mesmo ano. Depois de prender Son Ngoc Thanh por colaboração com os japoneses em 12 de outubro, as autoridades coloniais francesas o exilaram na França, onde ele viveu em prisão domiciliar. Alguns de seus partidários passaram à clandestinidade e fugiram para o noroeste do Camboja, controlado pela Tailândia, onde acabaram unindo forças em um grupo pró-independência, o Khmer Issarak. Este movimento nacionalista politicamente heterogêneo anti-francês foi organizado com apoio tailandês, mas mais tarde se dividiria em facções.